# Первухин Петро
Первухин (Первухін) Петро (нар. ? – † після 1969 р.) — хорунжий Армії УНР, чотовий кулеметної ватаги полку Чорних запорожців.
Первухин (Первухін) Петро родом із Харківщини. Чотовий кулеметної ватаги полку Чорних запорожців. Також воював у складі Слобідського коша Вільного козацтва Івана Кобзи та кінного полку ім. Костя Гордієнка.
Учасник Першого зимового походу Армії УНР. Брав участь у Битві за Вознесенськ.
На еміграції в Польщі та Австралії.